# Ниви-Губинські (зупинний пункт)
Ни́ви-Губи́нські — пасажирський залізничний зупинний пункт Рівненської дирекції Львівської залізниці.
Розташований у селі Ниви-Губинські, Горохівський район, Волинської області на лінії Підзамче — Ківерці між станціями Несвіч-Волинський (13 км) та Сенкевичівка (3 км).
Станом на березень 2019 року щодня дві пари електропоїздів прямують за напрямком Сапіжанка/Стоянів — Ківерці.